# Mirko Bašić
Mirko Bašić (Servisch: Мирко Башић) (Bosilegrad, 14 september 1960) is een voormalig Kroatisch handballer. Hij nam tweemaal deel aan de Olympische Spelen, waar hij de Joegoslavische handbalploeg vertegenwoordigde. 
Op de Olympische Spelen van 1984 in Los Angeles won hij de gouden medaille met Joegoslavië, nadat men in de finale West-Duitsland had verslagen. Bašić speelde zes wedstrijden als doelman.
Vier jaar later won hij de bronzen medaille met Joegoslavië op de Olympische Spelen van 1988 in Seoel. Bašić speelde vijf wedstrijden als doelman.
In 1985 en 1986 won hij de EHF Champions League met RK Metaloplastika. Met die club werd hij ook zes keer landskampioen in Joegoslavië. Bašić heeft ook nog voor het Franse Vénissieux gespeeld.
Mirko Bašić · Jožef Holpert · Boris Jarak · Slobodan Kuzmanovski · Muhamed Memić · Alvaro Načinović · Goran Perkovac · Zlatko Portner · Iztok Puc · Rolando Pušnik · Momir Rnić · Zlatko Saračević · Irfan Smajlagić · Ermin Velić · Veselin Vujović
Zlatan Arnautović · Mirko Bašić · Jovica Elezović · Mile Isaković · Pavle Jurina · Milan Kalina · Slobodan Kuzmanovski · Dragan Mladenović · Zdravko Rađenović · Momir Rnić · Branko Štrbac · Veselin Vujović · Veselin Vuković · Zdravko Zovko